# Carmen Boullosa

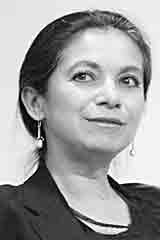
Carmen Boullosa (2006)

Carmen Boullosa (* 4. September 1954 in Mexiko-Stadt, Mexiko) ist eine mexikanische Schriftstellerin, Lyrikerin und Theaterautorin.

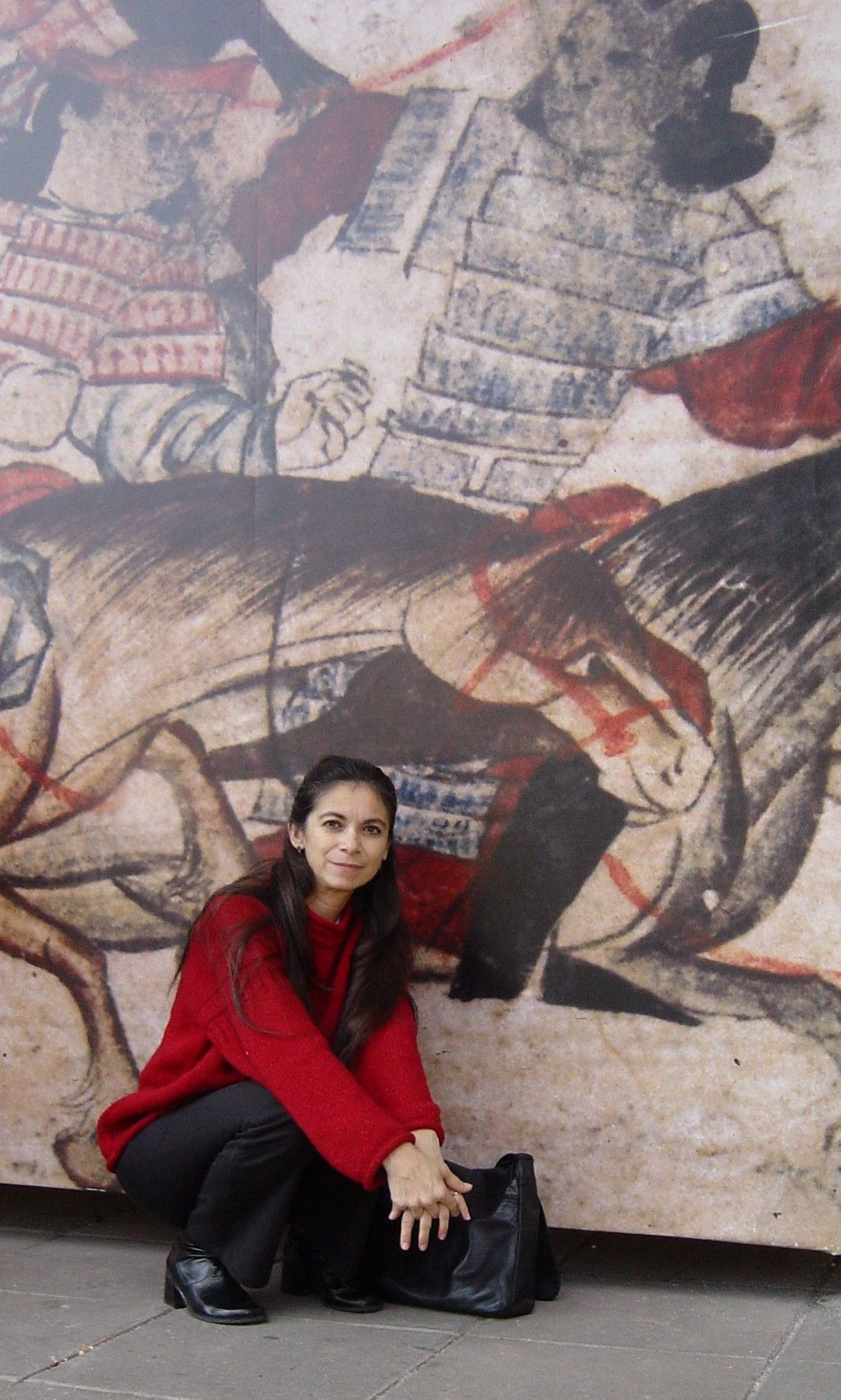
Carmen Boullosa 2002 in Leoben (Ausstellung "Das Erbe des Dschingis Khan" in der Kunsthalle)

## Leben
Carmen Boullosa wuchs in einer kinderreichen, bürgerlich geprägten Familie in Mexiko-Stadt auf. Als sie vierzehn war, starb ihre Mutter, ein Trauma, das sich auch in mehreren ihrer Werke niederschlägt (zum Beispiel in Mejor desaparece und  Antes). In einer Klosterschule genoss sie eine klassische katholische Bildung; anschließend studierte sie an der Universidad Iberoamericana und der Universidad Nacional Autónoma de México (UNAM).
Von 1977 bis 1979 arbeitete sie als Redakteurin des Diccionario del Español de México (Wörterbuch des mexikanischen Spanisch) am Colegio de México mit. 1976 erhielt sie das Stipendium Salvador Novo, das jungen Künstlern zwischen 18 und 22 Jahren verliehen wird. 1979 wurde ihr ein Stipendium des Fondo Nacional para Actividades Sociales (FONAPAS) des Instituto Nacional de Bellas Artes (INBA) zugesprochen. 1980 gründete sie eine Druckwerkstätte namens Taller Tres Sirenas, in der Bücher in kleinen Auflagen mit künstlerischem Anspruch hergestellt wurden. Im selben Jahr erhielt sie ein Stipendium des Centro Mexicano de Escritores, wo sie unter der Betreuung von Juan Rulfo ihren ersten Roman Mejor desaparece verfasste.
1983 rief sie zusammen mit ihrem damaligen Lebensgefährten Alejandro Aura die Kulturinitiative El Cuervo ins Leben. Seit 1987 haben dort unter der neuen Bezeichnung El Hijo del Cuervo auf dem Platz von Coyoacán Theateraufführungen, Dichterlesungen, Tanz- und Musikveranstaltungen aller Art stattgefunden. 1991 erhielt sie ein Stipendium der John Simon Guggenheim Memorial Foundation.
Sie lebt und arbeitet zusammen mit ihrem Lebensgefährten, dem Historiker Mike Wallace, in New York.

### Lehrtätigkeit
- Distinguished Lecturer an der San Diego State University, USA, 1990
- Visiting Professor an der Georgetown University 1998
- Cátedra Alfonso Reyes an der Sorbonne, Paris 2001
- Cátedra Andrés Bello an der New York University 2002–2003
- Visiting Professor an der Columbia University in New York 2003–2004
- Distinguished Lecturer an der City University of New York (CUNY) 2004–2007

## Auszeichnungen
- 1989 Premio Xavier Villaurrutia
- 1996 LiBeraturpreis, Frankfurt am Main
- 1997 Anna Seghers-Preis, Berlin
- 2001 Stipendium des Cullman Center in New York
- 2008 Premio de Novela Café Gijón

## Werke

### Romane
- Mejor desaparece, Mexiko: Océano, 1987.
- Antes, Mexiko: Vuelta, 1989 (neuere Ausgabe Mexiko: Suma de Letras, 2001 [= Punto de lectura, 195]).
  - Deutsch: Verfolgt. Aus dem Spanischen von Susanne Lange. Berlin: Aufbau, 1996. (es existiert auch eine fürs Theater adaptierte Fassung davon)
- Son vacas, somos puercos: filibusteros del mar Caribe, Mexiko: Era, 1991.
  - Deutsch: Sie sind Kühe, wir sind Schweine. Aus dem Spanischen von Erna Pfeiffer. Frankfurt a. M.: Suhrkamp, 1993.
- El médico de los piratas: bucaneros y filibusteros en el Caribe, Madrid: Ediciones Siruela, 1992.
- Llanto: novelas imposibles. Mexiko: Era, 1992.
- La milagrosa. Mexiko: Era, 1992.
  - Deutsch: Die Wundertäterin. Aus dem Spanischen von Susanne Lange. Frankfurt a. M.: Suhrkamp, 1995.
- Duerme. Madrid: Alfaguara, 1994.
  - Deutsch: Der fremde Tod. Aus dem Spanischen von Susanne Lange. Frankfurt a. M.: Suhrkamp, 1998.
- Cielos de la tierra. Mexiko: Alfaguara, 1997.
- Treinta años. Mexiko: Alfaguara, 1999.
  - Englisch: Leaving Tabasco. Trans. Geoff Hargraves. New York: Grove Press, 2001.
- De un salto descabalga la reina. Madrid: Debate, 2002.
- La otra mano de Lepanto. Madrid: Siruela, 2005.
- La novela perfecta. Mexiko: Alfaguara, 2006.
- El velázquez de París. Madrid: Siruela, 2007.
- La virgen y el violín. Madrid: Siruela, 2008.
- El complot de los Románticos. Madrid: Siruela, 2009.

### Theaterstücke
- Cocinar hombres: obra de teatro íntimo. Mexiko: Ediciones La Flor, 1985.
- Teatro herético: Propusieron a María, Cocinar hombres, Aura y las once mil vírgenes. Puebla: Universidad Autónoma de Puebla, 1987.
- Mi versión de los hechos. Mexiko: Arte y Cultura Ediciones, 1997.
- Los Totoles. Mexiko: Alfaguara, 2000.

### Lyrik
- El hilo olvida. Mexiko: La Máquina de Escribir, 1979.
- Ingobernable. Mexiko: Universidad Nacional Autónoma de México, 1979.
- Lealtad. Mexiko: Taller Martín Pescador, 1981.
- Abierta. Mexiko: Delegación Venustiano Carranza, 1983.
- La salvaja. Mexiko: Taller Martín Pescador, 1988.
- Soledumbre. Mexiko: Universidad Autónoma Metropolitana, 1992.
- Envenenada: antología personal. Caracas: Pequeña Venecia, 1993.
- Niebla. Michoacán: Taller Martín Pescador, 1997.
- La Delirios. Mexiko: Fondo de Cultura Económica, 1998.
- Jardín Elíseo, Elyssian Garden. Trans. Psiche Hugues. Monterrey, 1999.
- Agua. Michoacán: Taller Martín Pescador, 2000.
- Salto de mantarraya. Mexiko: Fondo de Cultura Económica, 2004.
- Allucinata Selvaggia. Poesie Scelte, 1989–2004, Italien

### Erzählungen und andere Kurztexte
- La Midas. Cuento de Carmen Boullosa, dibujos de Fabrizio Van Den Broek. Mexiko: Editorial Limusa, 1986 (Serie La hormiga de oro). (Kinderbuch)
- Papeles irresponsables. Mexiko: Universidad Autónoma Metropolitana, 1989.
- El fantasma y el poeta. México: Editorial Sexto Piso, 2007. (andere Ausgabe: mit einem Vorwort von Masoliver Ródenas, Madrid, 2008).

### Hörbücher
- Pesca de piratas. Mexiko: Radio Educación, 1993.
- El pequeño pirata sin rabia, música de Briseño y Hebe Rossell, Ciudad de México, 1995.
- Ser el esclavo que perdió su cuerpo, México: UNAM, 2000. (Voz Viva de México)